# 青海省投资集团
青海省投資集團有限公司（簡稱青投集團）是一家位於青海省西寧市的大型企業，是青海省的財政支柱企業，原實際控制人為青海省國資委，後因債務問題申請破產重整，目前已重整成功，國家電投集團成為新的投資人。

## 事故
2014年8月13日，福建龙净环保股份有限公司在青海省投资集团所属青海桥头铝电股份有限公司1号电除尘改造项目施工中，发生塔吊倾翻事故，造成1人死亡。

## 連結
- 官方網站

## 参見
- 國家電投集團
- 青海省國資委